# Code for Silence
Code for Silence ist eine finnische Melodic-Death-Metal-Band aus Jyväskylä, die 2006 gegründet wurde.

## Geschichte
Die Band wurde Ende 2006 von dem Keyboarder Anssi Komi und dem Gitarristen Teemu Liekkala gegründet. Durch letzteren kam Antti Ström als Sänger und Anfang 2007 Petteri Kattainen, ein Freund Liekkalas, als Bassist hinzu. Im Sommer wurde ein erstes Demo namens Today You Die unter der Leitung von Matti Kynsijärvi aufgenommen und abgemischt und online veröffentlicht. Das erste dieser drei Lieder, Giant Man, ist auf dem Sampler Metallirovio (Ensimmäinen Kiusaus) von Firca im Jahr 2008 enthalten. Durch das Demo interessierten sich mehrere Labels für die Band, jedoch führte dies zu keinem Plattenvertrag. Zu dieser Zeit trat Mikko Ahlfors, der auf dem Demo bereits Klargesang und Backing Vocals beigesteuert hatte, als permanenter Sänger der Besetzung bei. Im Frühling 2008 unterzeichnete die Band einen Plattenvertrag bei Off Records Finland. Hierüber erschien im Juni 2009 das Debütalbum D.ecaying M.atter / O.rganic N.emesis. 2012 schloss sich über Inverse Records das zweite Album Eyes World Shut an.

## Stil
Katarzyna Zakolska von metal-temple.com beschrieb die Musik von Eyes World Shut als Melodic Death Metal. Der Song Rose Blooms In Bloodred sei aggressiver Death Metal, während Flashbacking One Night Stand Electronica und Industrial vermische. Der Chorus biete eine Mischung aus melodischem Gesang und tiefen Growls, die wiederum wie ein Mix aus My Darkest Days und Slipknot seien. Death Bringer biete ein symphonisches Orchester-Intro. Der Song selbst enthalte melodischen Gesang und Backing-Growls. Das folgende Eye for an Eye sei ein wenig aggressiver. Deathrace weise im Chorus eine ausgearbeitete Instrumentierung auf, während das anschließende symphonischen Death Metal mit ein paar Elementen aus dem Black Metal und Industrial verbinde. The Art of Being a Coward verbinde Elemente aus dem Death Metal, Nu Metal, Jazz, Emo und Power Metal. Brothers klinge episch und sei balladenartig und setze unter anderem ein Saxophon und eine akustische Gitarre ein. In dem Song werde viel Klargesang eingesetzt und wenige Growls und Screams. On the Streets of a Sleeping City vermische Drum and Bass mit Violinen und einem Saxophon. In den Strophen verwende man Klargesang, während man im Chorus auf Growls setze.

## Diskografie
- 2007: Today You Die (Demo, Eigenveröffentlichung)
- 2008: Havoc (Single, Eigenveröffentlichung)
- 2009: D.ecaying M.atter / O.rganic N.emesis (Album, Off Records Finland)
- 2012: Eyes World Shut (Album, Inverse Records)